# Ники Илиев
Вижте пояснителната страница за други личности с името Николай Илиев.
Николай Илиев или само Ники Илиев е български филмов актьор, сценарист, режисьор и продуцент.

## Биография
Роден е на 10 октомври 1981 г. в София. Син е на проф. д-р Мирослава Кадурина (дерматолог във Военномедицинска академия) и Бойко Илиев (режисьор). Завършил е Френската гимназия в София и Нов български университет – специалност „кино и телевизионна режисура“.
През 2012 г. сключва брак със Саня Борисова, с която се запознават по време на снимките на сериала „Забранена любов“. Двамата се развеждат през 2018 г.

## Кариера
Като ученик в XI клас става водещ на предаването „Мело ТВ Мания“ на Канал 1. Играл е в повече от 10 продукции, сред които „Кожа и небе“, „Красотата ще спаси света“, „Кажи здравей на татко“ и други.
Той участва в сериала „Забранена любов“ като един от главните персонажи – Мартин Константинов. Съвместява актьорството с успешна кариера като манекен на модна агенция „Ексграунд“. Гостувал е в предаванията „Шоуто на Слави“, „Здравей, България“ и други.
През 2012 г. е режисьор и участник във филма „Чужденецът“, а през 2014 г. режисира и участва във филма „Живи легенди“. В края на 2017 г. излиза третият му филм „Всичко, което тя написа“.
През 2017 г. Академията за мода го отличава с приза за най-стилни и успешни българи „БГ модна икона“.
През 2019г. е режисьор и участник във филма „Завръщане“ заедно с актьорите Стефан Данаилов, Башар Рахал, Орлин Павлов и други

## Филмография
- „Турски гамбит“ (2005)
- „Кажи здравей на татко“ (2007)
- „Забранена любов“ /сериал/ (2008 – 2011)
- „Главно представление“ (2009) Command Performance – помощник
- „Чужденецът“ (2012)
- „Живи легенди“ (2014)
- „Нокаут или всичко, което тя написа“ (2018)
- „Завръщане“ (2019)[3]
- „Братя, сезон 3“ (2021) – Жером
- „Завръщане 2“ (2022)
- „Ботев“ (2022) – Джамбол
- „Цената на властта“ (2023) – Стефанов 1
- Без крила (2024)